# Autoweek
Autoweek — американский автомобильный журнал, основанный в 1962 году. В настоящее время принадлежит издательскому конгломерату Crain Communications Inc. и публикуется раз в две недели. Головной офис находится в Детройте, Мичиган.
Журнал охватывает новости из мира автоспорта, премьеры новых и обновлённых моделей на автосалонах, автомобильные тренды, обзоры транспортных средств и прочие темы, так или иначе связанные с автомобилями. Издание Autoweek публикуется в качестве печатного СМИ, а также имеет электронную веб-версию и мобильное приложение для iPhone/iPad.

## История
Автомобильное издание «Autoweek» было основано в качестве газеты 16 июля 1958 года. В то время оно именовалось Competition Press и было посвящено новостям из мира автоспорта. Одним из сооснователей и редакторов издания являлась профессиональная гонщица Дениз Мак-Клуггедж. В 1964 году периодичность издания была изменена на еженедельную, из-за чего название сменили на Competition Press & Autoweek, добавив в журнал обзоры транспортных средств и новости из мира автомобильной индустрии. Позже, в 1975 году, название было сокращено до Autoweek.
В 1977 году газету выкупил американский издательский конгломерат Crain Communications, после чего она в 1986 году превратилась в журнал. В 1988 году издателем журнала был назначен Леон Мондель, который занимал этот пост до ноября 2001 года. Сын Леона, Датч Мандель, присоединился к журналу в 1997 году и в 2012 году стал редакционным директором и заместителем издателя.
Частота распространения печатного издания была изменена с еженедельного на выпуск два раза в месяц в 2009 году.
К 2012 году в дополнение к журналу Autoweek медиакомпания Autoweek Media Group разработала такие проекты, как веб-сайт журнала, AutoWeek Productions, shopautoweek.com, приложение Autoweek для iPhone и iPad, а также Autoweek's Vinsetta Garage.
1 января 2013 года проект shopautoweek.com был интегрирован в веб-сайт издания, а Autoweek's Vinsetta Garage был закрыт.